# エドマンド・ベーコン (レッドグレイヴの第6代準男爵)
第6代準男爵サー・エドマンド・ベーコン（英語: Sir Edmund Bacon, 6th Baronet、1680年ごろ – 1755年4月30日）は、グレートブリテン王国の政治家。トーリー党に所属し、庶民院議員（在任：1710年 – 1715年、1728年 – 1741年）を務めた。

## 生涯
第5代準男爵サー・ロバート・ベーコンと妻エリザベス（Elizabeth、旧姓チャンドラー（Chandler）、1686年12月21日没、ダニエル・チャンドラーの娘）の息子として、1680年ごろに生まれた。1697年5月5日、ケンブリッジ大学ペンブルック・カレッジに入学した。1704年1月31日に父が死去すると、準男爵位を継承した。高祖父の初代準男爵サー・ニコラス・ベーコンはイギリス史上はじめて準男爵に叙された人物であり、エドマンドは準男爵位継承とともにイギリスの首席準男爵（premier baronet）になった。しかし、ベーコン準男爵家は父である5代準男爵の代に債務が重なり、1703年ごろには本領のレッドグレイヴが債権者に売却された。
1710年12月、第4代準男爵サー・トマス・ハンマーの支持を受けてセットフォード選挙区の補欠選挙に出馬、当選を果たした。議会ではトーリー党所属とされたが、1711年12月にホイッグ党による「スペインなくして講和なし」の動議に賛成票を投じた。
1712年の結婚で3,500ポンドの財産を得て、1713年イギリス総選挙でトーリー党候補としてノーフォーク選挙区で当選した。1713年から1715年までの投票記録はなかったが、ハンマーと同じ立場をとったとされた。1715年イギリス総選挙では出馬しなかったが、1728年6月にノーフォーク選挙区の補欠選挙で当選して議員に返り咲いた。2度目の議員期では常に野党の一員として投票した。1734年イギリス総選挙では激しい選挙戦の末、ホイッグ党候補2名を下してトップ当選（得票数3,224票）したが、1741年イギリス総選挙ではトーリー党とホイッグ党が選挙戦の出費を避けて妥協し、1議席ずつ指名した。これにより、ベーコンは立候補せず、議員を退任した。
1755年4月30日に死去した。息子がおらず、準男爵位は初代準男爵にたどった遠戚リチャード・ベーコンが継承した。

## 家族
1712年11月27日、メアリー・ケンプ（Mary Kemp、1727年9月14日没、第3代準男爵サー・ロバート・ケンプの娘）と結婚、4女をもうけた。
- レティシア（Laetitia、1759年3月30日没） - 1738年10月3日、第5代準男爵サー・アーミン・ウッドハウスと結婚、子供あり[8][9]
- メアリー[9]
- サラ（1726年 – 1767年5月20日） - 1752年9月20日、プライス・キャンベル（英語版）（1727年 – 1768年）と結婚、子供あり[9][10]
- エリザベス（1738年5月没） - 生涯未婚[9]